# رودیو (کالیفرنیا)
رودیو (به انگلیسی: Rodeo) یک منطقهٔ مسکونی در ایالات متحده آمریکا است که در شهرستان کنترا کوستا، کالیفرنیا واقع شده‌است. رودیو ۱۱٫۹۹۷ کیلومتر مربع مساحت و ۸٬۶۷۹ نفر جمعیت دارد و ۴٫۸۸ متر بالاتر از سطح دریا واقع شده‌است.